# André Utter
André Utter (Parigi, 20 marzo 1886 – Parigi, 7 febbraio 1948) è stato un pittore francese.
Egli fu il secondo marito di Suzanne Valadon e il suocero di Maurice Utrillo durante questa relazione.

## Biografia

### Infanzia a Montmartre
André Utter nacque il 20 marzo 1886 nel diciottesimo arrondissement di Parigi da dei genitori di origine alsaziana (suo padre faceva l'idraulico-zincatore). Egli era un amico d'infanzia di Edmond Heuzé, il figlio di un sarto, ed entrambi crebbero nel quartiere di Montmartre. In seguito egli conobbe e fece amicizia con Maurice Utrillo, nato nel quartiere nel 1883, che aveva tre anni più di lui.

### Relazione con Suzanne Valadon

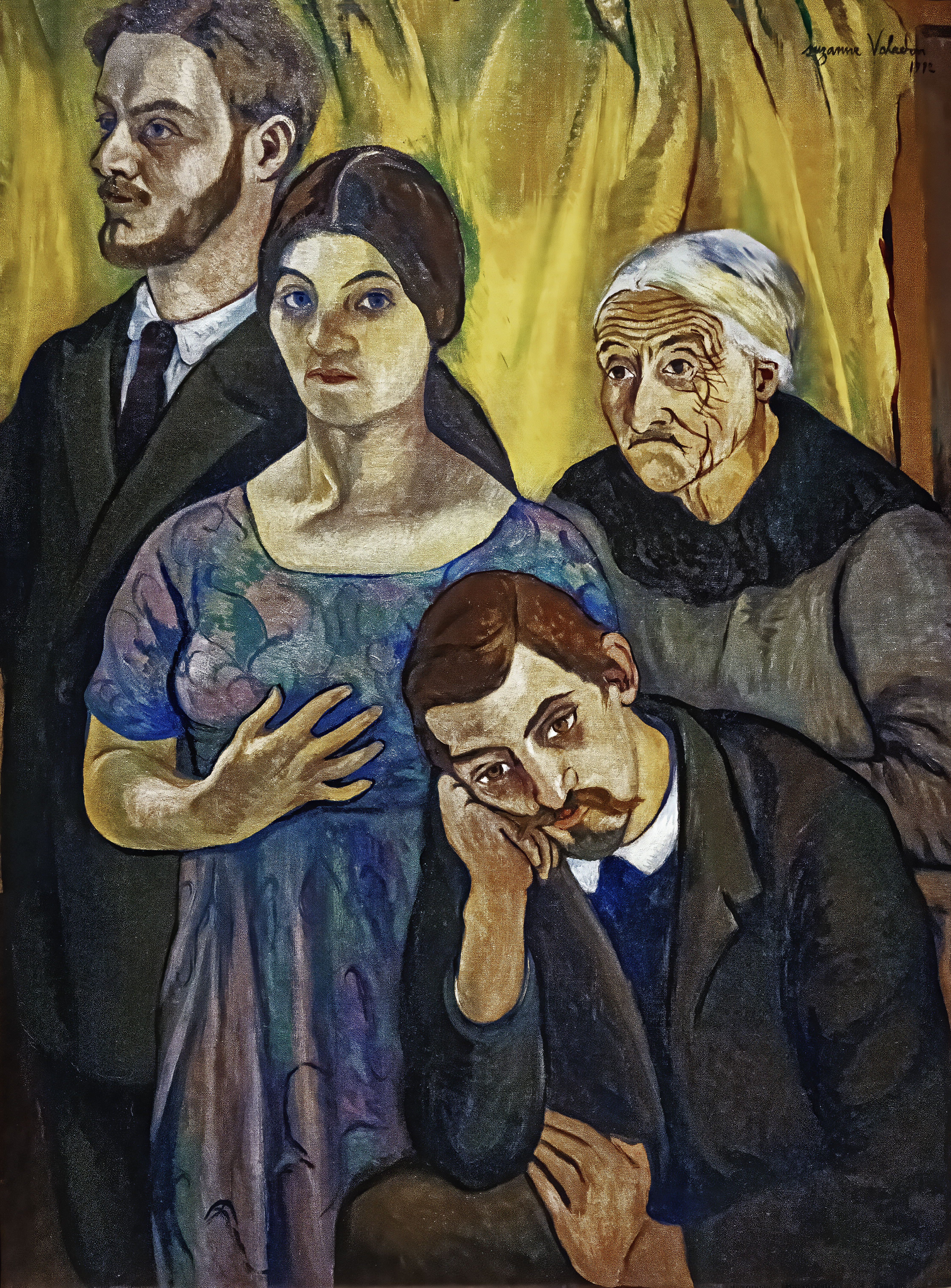
Suzanne Valadon, Ritratto di famiglia, 1912

Nel 1909, André Utter (che il suo amico Edmond Heuzé descrisse come "di una grande bellezza con la sua capigliatura bionda, i suoi occhi blu e la sua tinta viva") conobbe la madre di Maurice, Suzanne Valadon, che aveva ventiquattro anni in più di lui, quando faceva l'elettricista nella sottostazione dell'avenue Trudaine. Ella allora gli chiese se poteva fargli da modello per l'Adamo del suo quadro Adamo ed Eva, nel quale lei si autoritrasse nel corpo denudato di Eva. I due divennero amanti e nel 1910 Suzanne divorziò da Paul Moussis dopo tredici anni di matrimonio. Nel 1911 André Utter e Suzanne, assieme a sua madre Madeleine e Utrillo si trasferirono al civico numero 12 della rue Cortot.
Nel 1914, prima di partire per la guerra, André Utter sposò Suzanne Valadon. La coppia gestiva la carriera di Maurice Utrillo e di Valadon stessa. Utter era l'uomo d'affari all'interno della "Trinità maledetta", una denominazione usata da Robert Beachboard per descrivere questo trio.
Nel 1923 André Utter acquistò il castello di Saint-Bernard, un edificio in rovina sulle sponde della Saona a Dombes (nel dipartimento dell'Ain) che divenne il quartier generale del trio oltre a Monmartre, in quanto ciascuno dei membri disponeva di un proprio studio.

### Carriera di pittore
Iniziato alla pittura da Suzanne Valadon, André Utter era un autodidatta, come lei. In particolare egli dipinse una Natura morta con la pipa, fatta di collage, datata 1909, un Autoritratto in maschera antica (1909, oggi al museo Utrillo-Valadon di Sannois), e un Ritratto di Maurice Utrillo, un olio su cartone del 1910 (Parigi, Museo nazionale d'arte moderna). Dal 1910 egli realizzò vari dipinti paesaggistici, soprattutto della rue Cortot, dove si trovava il suo studio. Una delle sue opere più note è Suzanne Valadon mentre si pettina, dipinta nel 1913 e oggi conservata a Ginevra, che mostra la sua amante nuda in piedi mentre si pettina i capelli. Nel 1925 realizzò un ritratto di Maurice Utrillo che divenne noto. In seguito la sua opera comprenderà essenzialmente ritratti e nature morte. Sempre nel 1925 egli illustrò un libro di Oscar Wilde. Ispirandosi al cubismo, la sua opera conobbe una tonalità più dolce dopo la prima guerra mondiale.

### Ultimi anni
Dal 1933, le relazioni tra Utter e Valadon divennero tese e questa andò a vivere con suo figlio nell'avenue Junot, mentre Utter rimase in via Cortot. Nel 1935, spinto dalla madre, Utrillo sposò Lucie Valore. Suzanne Valadon morì nel 1938, lasciando la gestione della carriera di Maurice Utrillo nelle mani di Lucie Valore e di André Utter.
Il 7 febbraio 1948, all'età di 62 anni, Utter morì di polmonite dopo aver preso freddo all'uscita del locale Lapin Agile. Oggi i suoi resti riposano assieme a quelli di Suzanne Valadon al cimitero parigino di Saint-Ouen. Un suo ritratto, disegnato da Georges Kars nel 1924, si conserva al museo nazionale d'arte moderna di Parigi.

## Opere nelle collezioni pubbliche
Francia

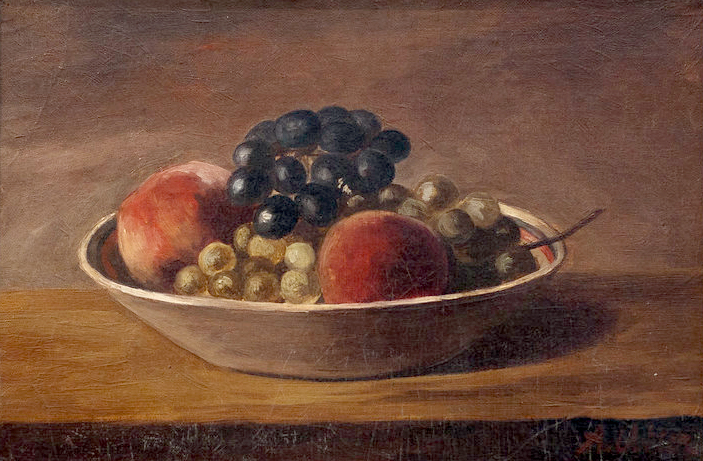
Macedonia di frutta, 1911

- Albi, museo Toulouse-Lautrec : Natura morta con sgabello, olio su tela.
- Brest, museo di belle arti : Macedonia di frutta, 1911, olio su carta.
- Parigi, museo nazionale di arte moderna : Ritratto di Maurice Utrillo, 1910, olio su cartone.
- Sannois, museo Utrillo-Valadon : Autoritratto, 1909.

Svizzera
- Ginevra, Petit Palais : Suzanne Valadon mentre si pettina, 1913, olio su tela, 116 × 61 cm.[8]